# Yang Huiyan
Yang Huiyan (楊惠妍S; Shunde, 1981) è un'imprenditrice cinese con cittadinanza cipriota, immobiliarista, miliardaria e proprietaria del Country Garden Holdings, una quota che le ha trasferito il padre Yang Guoqiang nel 2007.  È stata la donna più ricca dell'Asia con un patrimonio netto stimato nel 2022 di 16,8 miliardi di dollari prima del crollo immobiliare in Cina Nell'agosto 2023 il suo patrimonio netto era stimato in 5,5 miliardi di dollari.

## Biografia
Suo padre Yang Guoqiang ha avviato la società immobiliare Country Garden nel 1997 e le ha trasferito il 70% delle azioni di Country Garden prima della sua IPO nel 2007.  L'offerta iniziale di Country Garden ha raccolto circa 1,6 miliardi di dollari, quanto Google ha raccolto nel 2004 negli Stati Uniti. Ad agosto 2021, Yang aveva un patrimonio netto di 27,3 miliardi di dollari, sceso in poco tempo per l'andamento delle Borse a 16,8 miliardi. Yang è vicepresidente del comitato di governance del consiglio e ha contribuito a raccogliere 410 milioni di dollari vendendo nuove azioni nel 2014.
Yang si è laureata nel 2003 in Scienze all'Università statale dell'Ohio, dove era membro della National Society of Collegiate Scholars (NSCS). 
Secondo i documenti trapelati soprannominati "The Cyprus Papers",  Yang ha ottenuto la cittadinanza cipriota nel 2018, sebbene la Cina non riconosca la doppia nazionalità. A partire da ottobre 2020, lo stato del passaporto di Yang rimane incerto, a seguito della sospensione del regime dei passaporti da parte del governo cipriota.
Ha perso più della metà del suo patrimonio netto durante la crisi del settore immobiliare cinese del 2020-2022 finrendo comunque con un patrimonio netto di 5,5 miliardi di dollari nell'agosto 2023, secondo il Bloomberg Billionaires.

## Attività sociale
Nel 2023, Yang Huiyan ha donato circa il 55% della sua partecipazione personale nella società di gestione immobiliare, del valore di circa 826 milioni di dollari, a un ente di beneficenza fondato dalla sorella minore. Questa mossa filantropica arriva mentre la società è alle prese con la crisi immobiliare della Cina e la fortuna di Yang è diminuita dell'80% negli ultimi due anni.  Nonostante la donazione, manterrà il controllo di oltre il 36% delle azioni attraverso il diritto di voto. La Fondazione Guoqiang di Hong Kong, destinataria della donazione, si è impegnata a non vendere le azioni per il prossimo decennio, con il ricavato destinato a sostenere varie cause di beneficenza a Hong Kong, nella Greater Bay Area e nella Cina continentale.